# Attica Group
Die Attica Holdings S.A. ist ein international agierendes Unternehmen, hauptsächlich im Bereich Schifffahrt. Die Gruppe besitzt vier Reedereien, die mit insgesamt 37 Schiffen (Stand: August 2025) vorrangig Fährverbindungen in und nach Griechenland betreiben.

## Tochterunternehmen

### Schifffahrt
- Superfast Ferries
- ANEK Lines
- Blue Star Ferries
- Hellenic Seaways (98,83 %)[2]

### Tourismus
- Attica Blue Hospitality S.M.S.A
  - Naxos Resort[3]
  - Beach Hotel
  - Galaxy Hotel
  - Tinos Beach Hotel[4]

### Ehemalige Beteiligungen
- Africa Moroco Link (49 %)